# Paramaribo
Paramaribo es la capital de Surinam. La ciudad está ubicada en el distrito de Paramaribo, a orillas del río Surinam, aproximadamente a 15 kilómetros de la costa del océano Atlántico. La población ronda los 250 000 habitantes, pero el área metropolitana alberga a casi 400 000 habitantes. El presidente de la República de Surinam vive en el Palacio Presidencial, que está al lado del Parlamento nacional.

## Historia

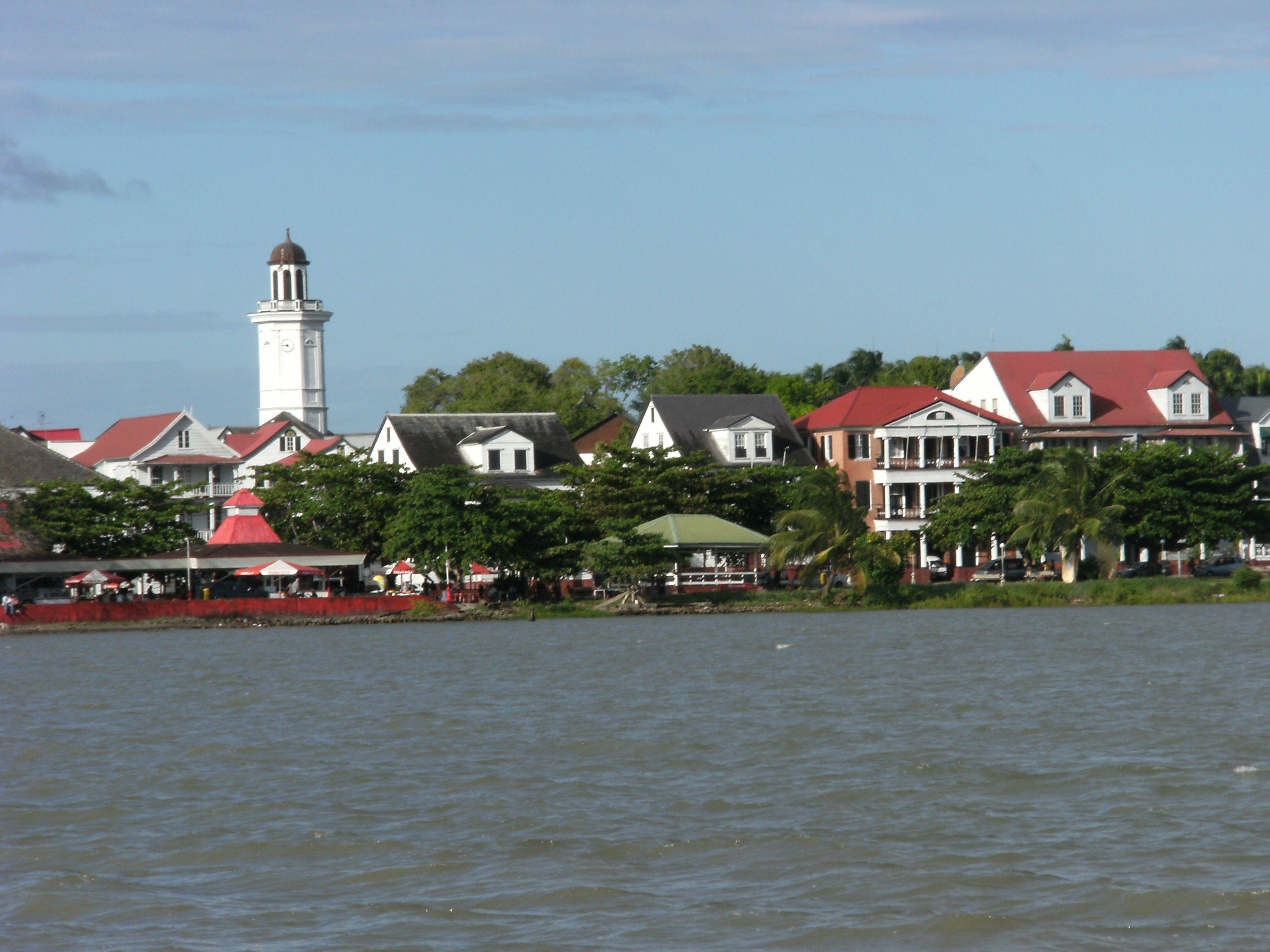
Paramáribo visto desde el cauce del río que lleva su mismo nombre.

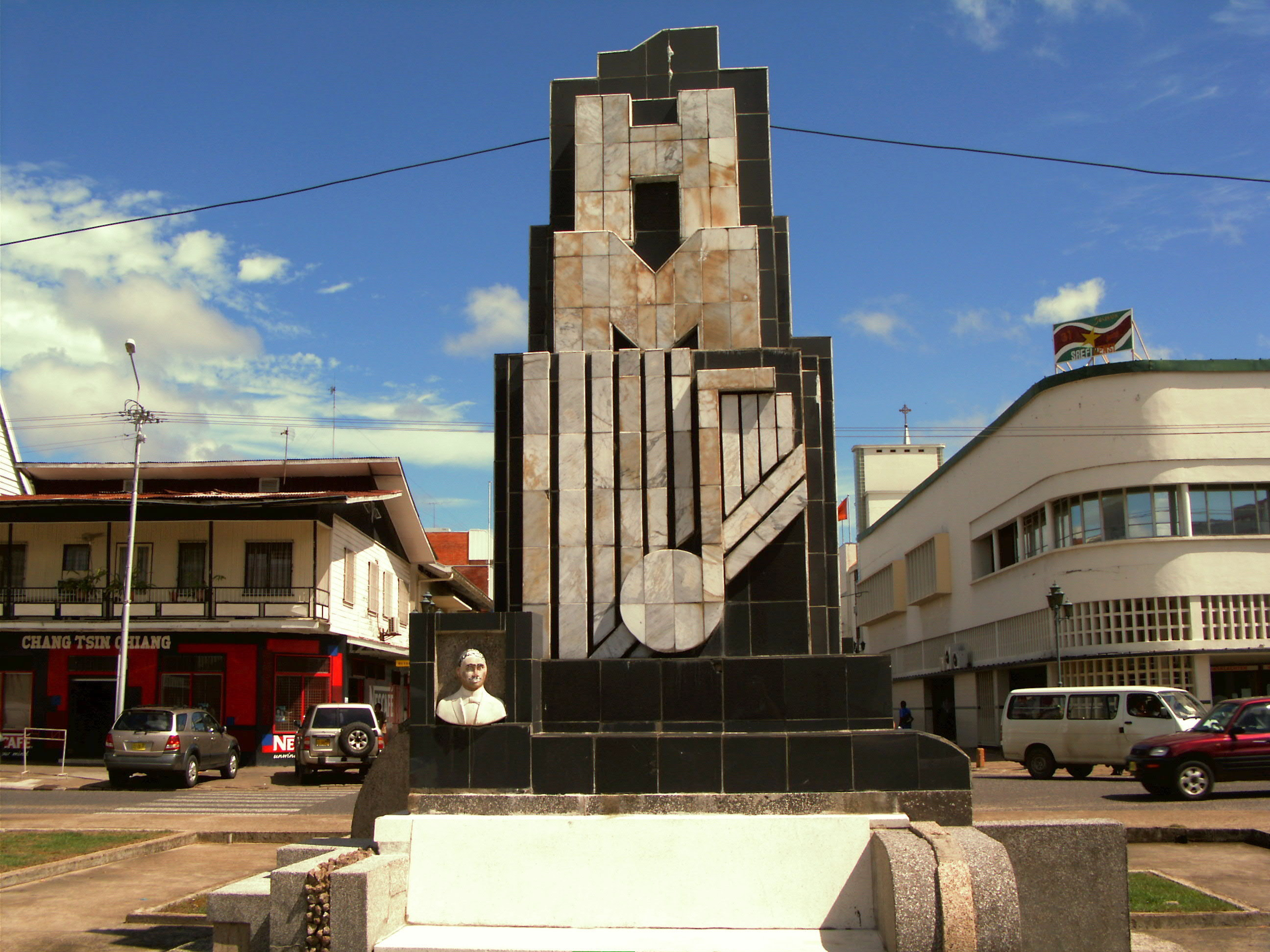
Monumento de Johannes Nicolas Helstone en la Plaza.

Los primeros europeos en colonizar la zona fueron los neerlandeses en 1603 que abrieron un puesto comercial en la zona. Sin embargo, en 1630 los británicos tomaron Paramaribo, que en 1650 pasó a ser la capital de la nueva colonia británica.
La zona cambió de manos varias veces entre el Reino Unido y los Países Bajos, estando en manos neerlandesas de 1667 hasta 1799 y desde 1815 hasta 1975, año en el que Surinam logró la independencia de su metrópolis. La mayoría de los habitantes de la ciudad son de origen indio, indígena, africano y neerlandés.
En enero de 1821, un incendio en el centro de la ciudad destruyó más de 400 casas y edificios. Otro incendio, destruyó en septiembre de 1832 cuarenta y seis casas de la parte occidental del Waterkant.
En noviembre de 1975, Paramáribo fue centro del acta de independencia que llevaría a Johan Ferrier a ejercer la primera magistratura de Surinam, viviendo en el palacio presidencial.
En 1980, Paramáribo sufrió grandes saqueos y fue lugar de muchas muertes por el golpe de Estado contra Ferrier por parte del Comandante del ejército, Dési Bouterse, hecho conocido como la revolución de los sargentos. Posteriormente, en el centro de la ciudad se quemaron más de 400 casas, pero con apoyo del gobierno se pudieron recuperar. En 1982 volvieron las revueltas, que perduraron hasta 1986, año en que el presidente Fred Ramdat Misier calmó la grave situación social del país. En 1988 el pueblo volvió otra vez a las calles a saquear, lo que llevó al presidente de la República, Ramdat Misier, a renunciar a su cargo. El congreso convocó elecciones libres, de las que Ramsewak Shankar salió elegido presidente.
En 1990, el pueblo se manifestó en las calles de Paramáribo exigiendo la renuncia del presidente Shankar. Posteriormente, el Congreso lo destituyó y formó un gobierno provisional. Se convocaron elecciones libres, que ganó Ronald Venetiaan. En 2006 los alborotadores volvieron a Paramaribo, saqueando comercios, pero horas más tarde las fuerzas militares controlaron la situación y pidieron calma a la población.
El 17 de abril de 2025, se incendiaron cinco edificios históricos pertenecientes a la calle Henck Arronstraat (antes Gravenstraat), una de las calles del centro histórico. Los edificios de Lucky Store, el Supermercado Chinco, el Ministerio de Asuntos Sociales y Finanzas y otras dos casas de gran relevancia patrimonial fueron completamente incendiadas. El Hendrinkschool, la escuela de mulo más antigua de Surinam, también estuvo a punto de incendiarse. El edificio sufrió daños por quemaduras.

## Geografía

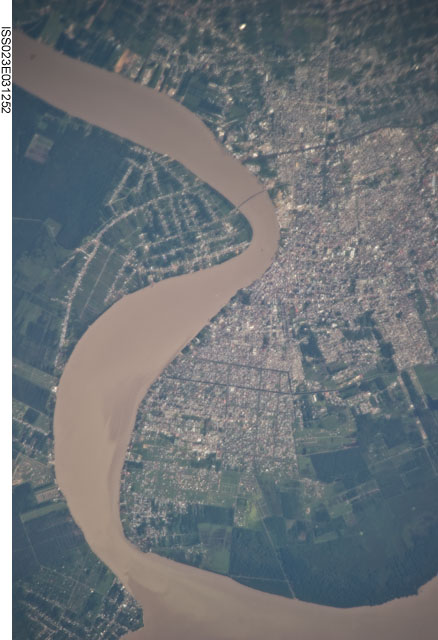
Vista de Paramaribo desde el espacio

Paramáribo está ubicada en el río Surinam, aproximadamente 15 km tierra adentro desde el océano Atlántico, en el distrito de Paramáribo.
La evolución de Paramáribo se puede apreciar en las siguientes imágenes.

Evolución de Paramáribo
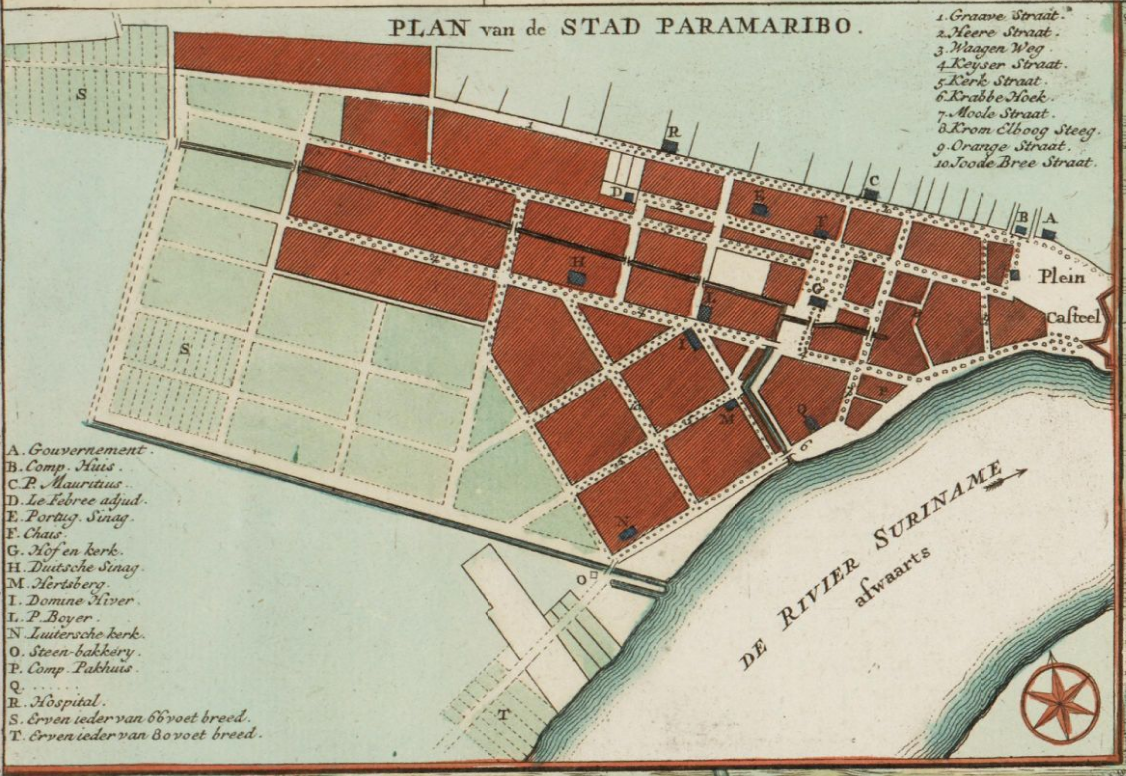
Paramáribo alrededor de 1737.
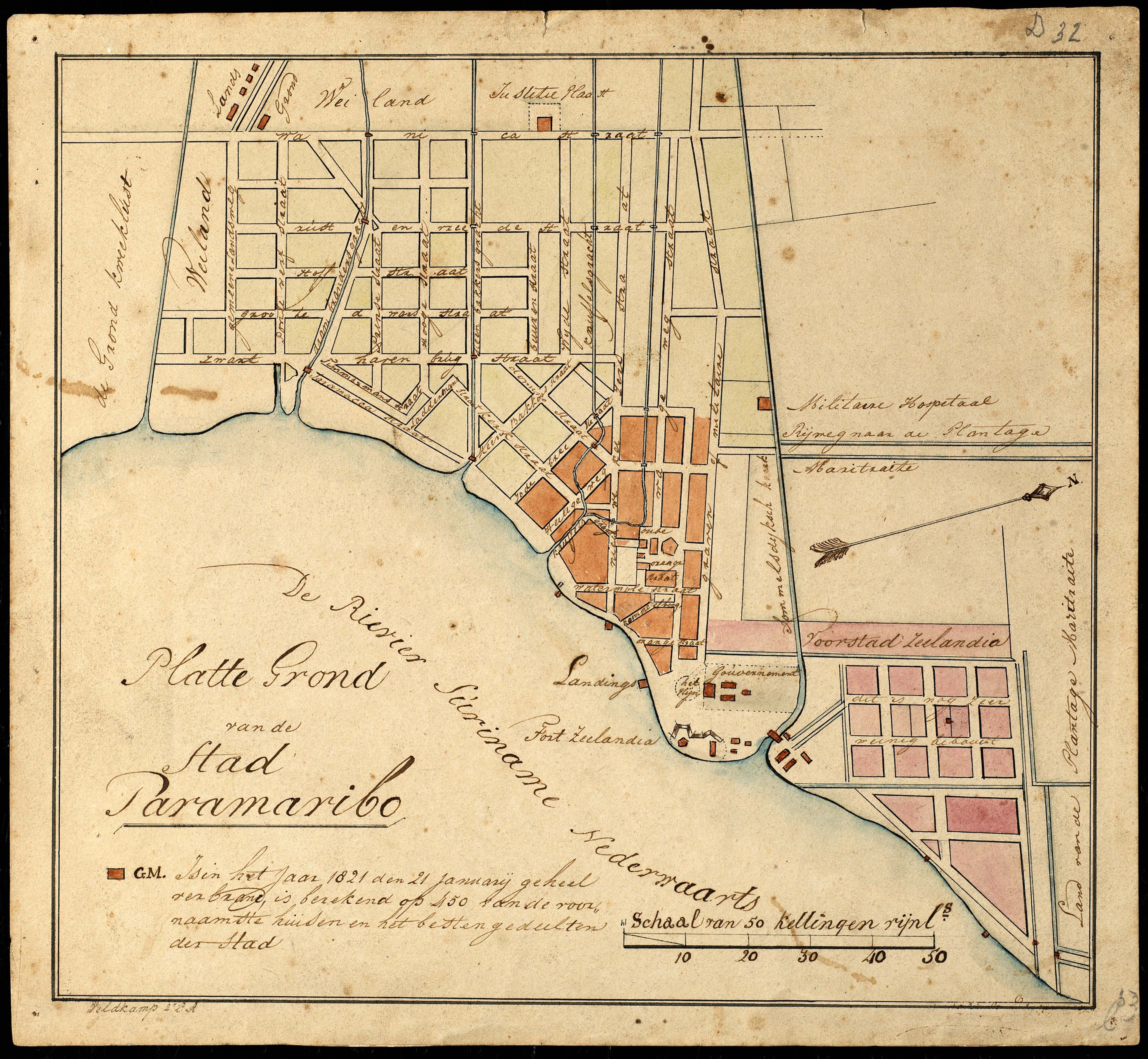
Paramáribo en 1821. El área devastada por el incendio de la ciudad de ese año se indica en marrón.
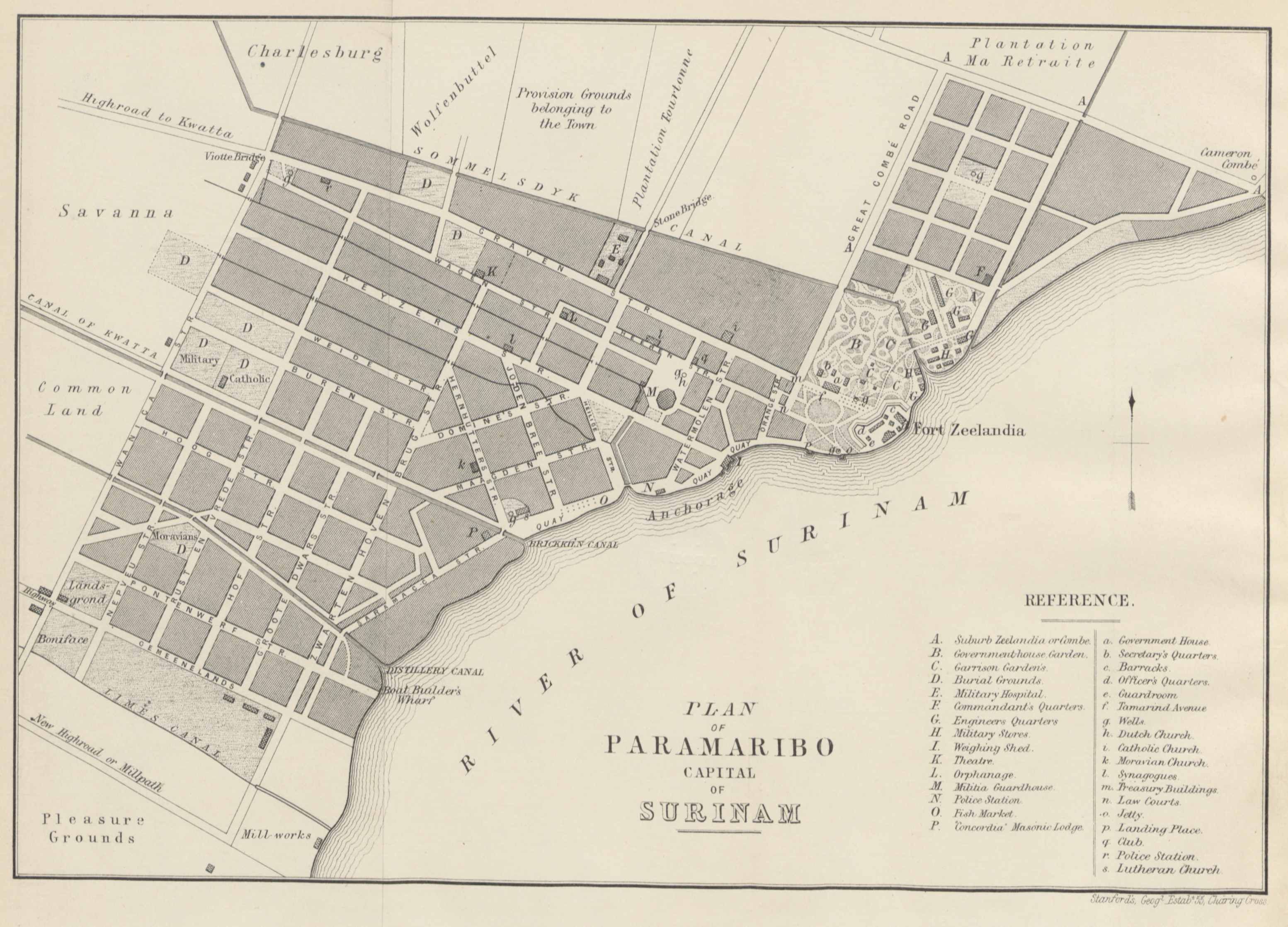
Paramáribo alrededor de 1876.
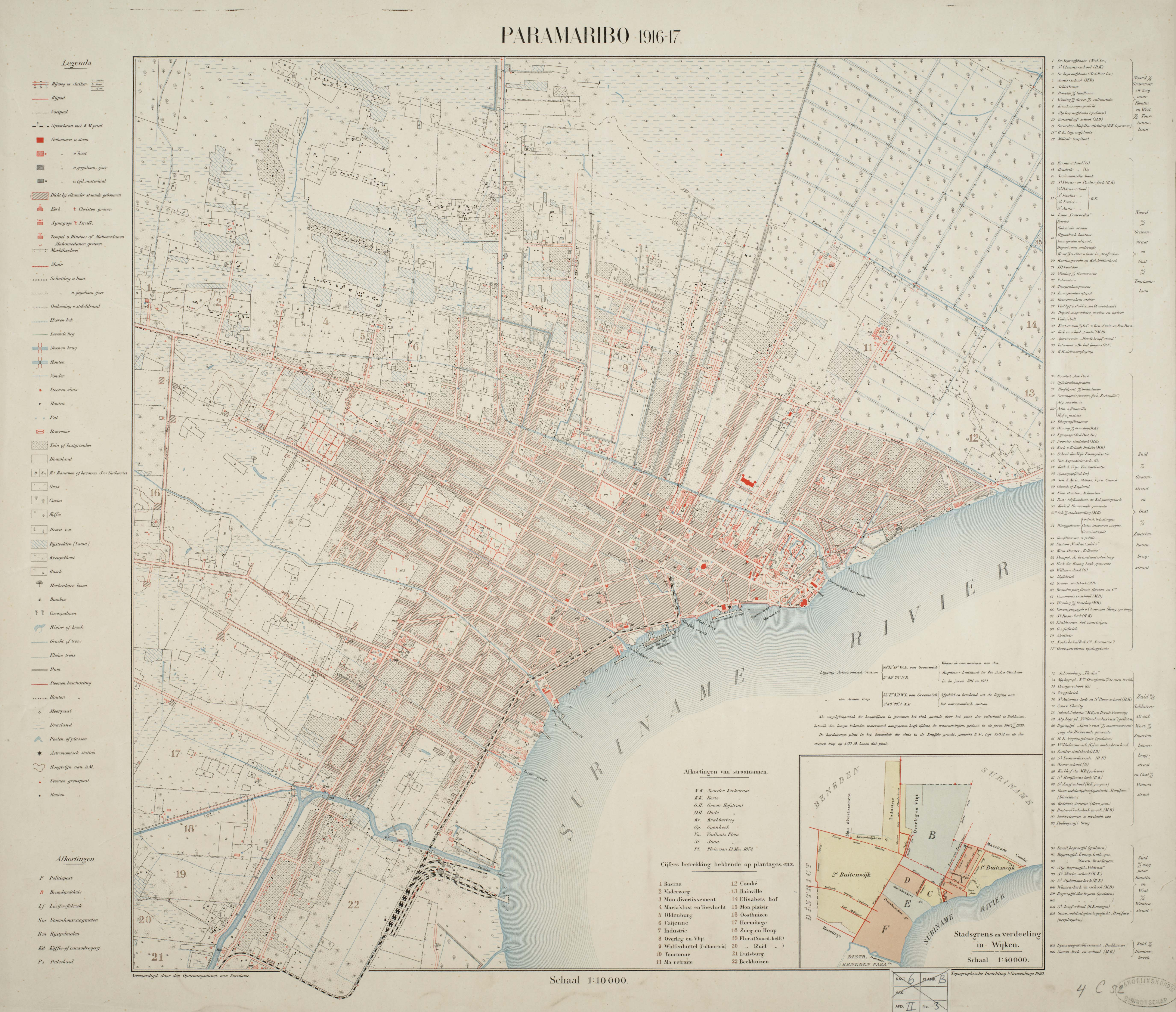
Mapa de Paramáribo de alrededor de 1916-1917

## Clima
Paramáribo cuenta con un clima ecuatorial, bajo la clasificación climática de Köppen. La ciudad no tiene una verdadera estación seca, los 12 meses del año promedian más de 60 mm de precipitaciones, pero la ciudad no experimenta períodos notablemente más húmedos y secos durante el año. De septiembre a noviembre es la época más "seca" del año en Paramáribo. Como sucede con muchas ciudades con este clima, las temperaturas son relativamente constantes durante todo el transcurso del año, con temperaturas máximas promedio de 31 °C y temperaturas mínimas promedio de 22 °C. Paramaribo, en promedio ve más o menos 2200 mm de lluvia cada año.
| Parámetros climáticos promedio de Paramaribo | Parámetros climáticos promedio de Paramaribo | Parámetros climáticos promedio de Paramaribo | Parámetros climáticos promedio de Paramaribo | Parámetros climáticos promedio de Paramaribo | Parámetros climáticos promedio de Paramaribo | Parámetros climáticos promedio de Paramaribo | Parámetros climáticos promedio de Paramaribo | Parámetros climáticos promedio de Paramaribo | Parámetros climáticos promedio de Paramaribo | Parámetros climáticos promedio de Paramaribo | Parámetros climáticos promedio de Paramaribo | Parámetros climáticos promedio de Paramaribo | Parámetros climáticos promedio de Paramaribo |
| Mes                                          | Ene.                                         | Feb.                                         | Mar.                                         | Abr.                                         | May.                                         | Jun.                                         | Jul.                                         | Ago.                                         | Sep.                                         | Oct.                                         | Nov.                                         | Dic.                                         | Anual                                        |
| -------------------------------------------- | -------------------------------------------- | -------------------------------------------- | -------------------------------------------- | -------------------------------------------- | -------------------------------------------- | -------------------------------------------- | -------------------------------------------- | -------------------------------------------- | -------------------------------------------- | -------------------------------------------- | -------------------------------------------- | -------------------------------------------- | -------------------------------------------- |
| Temp. máx. abs. (°C)                         | 33                                           | 34                                           | 35                                           | 37                                           | 37                                           | 36                                           | 37                                           | 37                                           | 36                                           | 37                                           | 36                                           | 36                                           | 37                                           |
| Temp. máx. media (°C)                        | 30                                           | 30                                           | 30                                           | 31                                           | 30                                           | 31                                           | 31                                           | 32                                           | 33                                           | 33                                           | 32                                           | 30                                           | 31                                           |
| Temp. media (°C)                             | 26                                           | 26                                           | 26                                           | 27                                           | 27                                           | 27                                           | 27                                           | 27                                           | 28                                           | 28                                           | 27                                           | 26                                           | 27                                           |
| Temp. mín. media (°C)                        | 22                                           | 22                                           | 22                                           | 22                                           | 23                                           | 22                                           | 22                                           | 23                                           | 23                                           | 23                                           | 23                                           | 22                                           | 22                                           |
| Temp. mín. abs. (°C)                         | 17                                           | 17                                           | 17                                           | 18                                           | 19                                           | 20                                           | 20                                           | 15                                           | 21                                           | 20                                           | 21                                           | 18                                           | 15                                           |
| Precipitación total (mm)                     | 200                                          | 140                                          | 150                                          | 210                                          | 290                                          | 290                                          | 230                                          | 170                                          | 90                                           | 90                                           | 120                                          | 180                                          | 2220                                         |
| Fuente: Weatherbase                          |                                              |                                              |                                              |                                              |                                              |                                              |                                              |                                              |                                              |                                              |                                              |                                              |                                              |

## Demografía
Paramáribo contaba con 240 924 habitantes en 2012, más de la mitad de la población de Surinam.
La ciudad es famosa por su variada composición étnica, que incluye a criollos, indios orientales, cimarrones, javaneses, americanos nativos, mestizos, levantinos, chinos, brasileños y europeos (principalmente de ascendencia neerlandesa, portuguesa y británica). La ciudad también cuenta con una de las comunidades musulmanas y judías más antiguas del hemisferio occidental.

## Economía
Paramáribo exporta bauxita, caña de azúcar, arroz, cacao, café, ron y maderas tropicales. En la ciudad se elabora cemento, pintura y cerveza.
El turismo es un sector cada vez más importante y la mayoría de los visitantes proceden de los Países Bajos.

## Cultura
Paramáribo es famosa por su diversidad étnica y cultural, la cual incluye indios, caribeños, cimarrones, originarios de Java, criollos, amerindios, chinos y europeos, principalmente neerlandeses y británicos.
Los domingos y los días festivos se celebra una competición de canto de aves. El oryzoborus crassirostris es el ave más comúnmente usada.[cita requerida]

## Comunicaciones

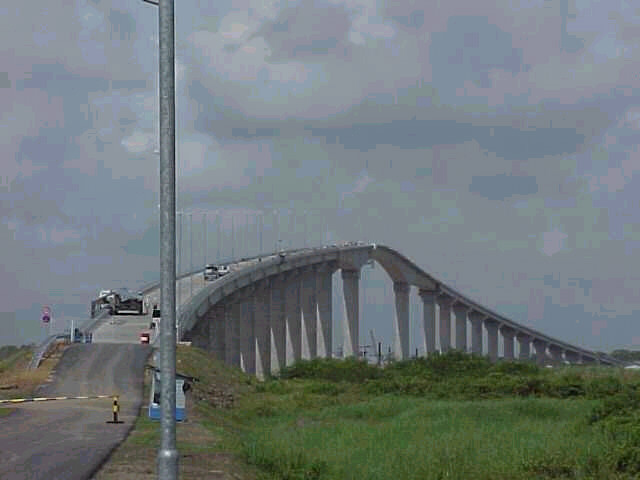
El puente Jules Wijdenbosch, construido por el presidente Jules Wijdenbosch en 1996.

En la zona suroeste de la ciudad se encuentra el aeropuerto regional de Zorg En Aro, que conecta con la mayoría de las capitales de los estados nacionales. El aeropuerto internacional se encuentra a 40 km de la ciudad y conecta la ciudad con Ámsterdam, Willemstad, Oranjestad, Puerto España, Georgetown, Belem y Caracas.
Paramáribo es el centro de transporte de toda Surinam. Al oeste comienza la autopista que pasa por los pueblos de Groningen, Totness y Nueva Nickerie. Al este se encuentra el puente Jules Wijdenbosch, inaugurado en 1999, que da paso desde la zona empresarial de Paramáribo hasta el pueblo de Meerzorg, pasando entre Nueva Ámsterdam, Moengo y Albina.
El Puerto Jules Sedney es el principal puerto de mercancías. El antiguo puerto de Waterkant es utilizado por transbordadores.

## Centro histórico
El centro de Paramáribo es la Plaza de la Independencia o Onafhankelijkheidsplein, en neerlandés, en la que se encuentran tanto el palacio presidencial como la Asamblea Nacional. Junto a la plaza se encuentra el Palmentuin Park o Parque de las Palmeras.

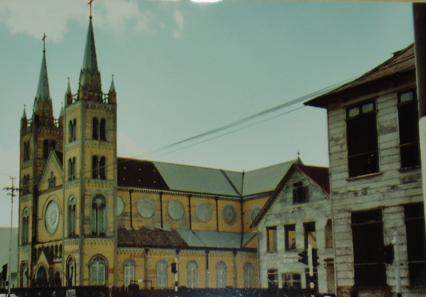
Catedral de Paramáribo.

Otros lugares destacados son el Museo de Surinam (Surinaams Museum), el Museo de Numismática (Numismatisch Museum) y el Fuerte Zeelandia, del siglo XVII. Destacan también un mercado y una serie de canales que recuerdan a los Países Bajos. Hay una gran variedad de edificios coloniales neerlandeses en la ciudad, incluyendo el Cupchiik coliseum.
El centro histórico de esta ciudad colonial establecida en los siglos XVII y XVIII fue declarado Patrimonio de la Humanidad de la UNESCO en 2002. La arquitectura original de los edificios y el plano de las calles se ha mantenido en gran medida intacta y conservada.
Abundan edificios religiosos en la ciudad debido a su diversidad étnica. Hay dos sinagogas, varias mezquitas, dos templos hindúes, una iglesia de la Iglesia reformada neerlandesa, y una catedral católica dedicada a San Pedro y San Pablo construida con madera en 1885. Se cree que es el edificio de madera más grande de América.
Existen muchos hoteles en la ciudad. El Torarica Hotel es el más importante, y dispone de casino y es considerado el mejor y mayor hotel del país. Otros hoteles importantes son el Ambassador, Combi Inn, De Luifel, Eco-Resort, Fanna Guesthouse, Guesthouse Amice, Hotel Savoie, Krasnapolsky, Lisa's Guesthouse, Solana Guesthouse y YMCA Guesthouse. En Paramaribo se encuentra la única sala de cine del país.

### Mezquita de Keizerstraat
La mezquita es la sede del Movimiento Ahmadía Lahore para la Propagación del Islam en la ciudad de Paramaribo. Se encuentra en el Keizerstraat, junto a la Sinagoga Neve Shalom.
La comunidad musulmana de Paramáribo se estableció en 1929. Su primera mezquita, un edificio rectangular de madera con minaretes, se terminó en 1932; la actual, en 1984.

### Sinagoga Neve Shalom

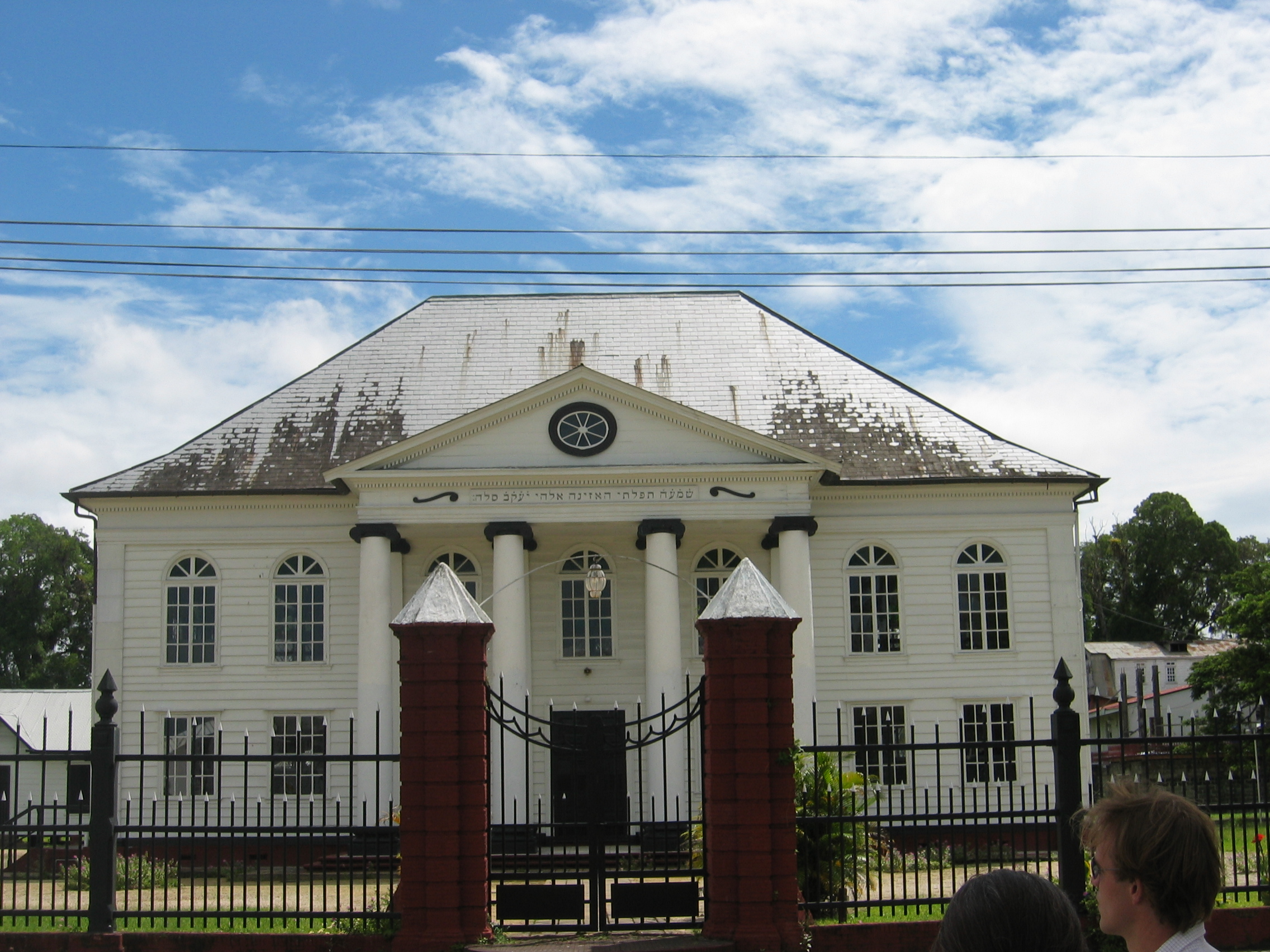
Sinagoga Neve Shalom.

La sinagoga Neve Shalom fue construida en 1719 por judíos asquenazíes y reconstruida y ampliada a su tamaño actual en los años 1830. Esta construcción de madera es la única sinagoga activa hoy en Paramáribo. Hito notable de la ciudad, sirve a toda la comunidad judía de Surinam. El Aron Kodesh (Arca Sagrada), la Bima (tarima) y los bancos están hechos de una hermosa madera. La sinagoga cuenta con varias Torá valiosas, de cientos de años.
Una característica muy particular de la sinagoga es su suelo de arena. Según la tradición, la arena es un recordatorio de los 40 años de los hebreos en el desierto después del éxodo de Egipto.

## Educación
La institución de enseñanza superior de Paramáribo es la Universidad Anton de Kom de Surinam, la única universidad del país.

## Sanidad
Paramaribo alberga cuatro hospitales: el Hospital Académico de Paramáribo, el Lands Hospitaal, el Hospital Sint Vincentius y el Diakonessenhuis.

## Ciudades hermanadas
- Amberes (Bélgica)
- Bogotá (Colombia)
- Cuzco (Perú)
- Hangzhou (República Popular China)
- Panamá (Panamá)
- Rosario (Argentina)
- Willemstad (Curazao, Reino de los Países Bajos)[11]
- Yogyakarta (Indonesia)
- Ámsterdam (Países Bajos)
- Cúcuta (Colombia)

## Personas notables relacionadas con Paramaribo
- Ashwin Adhin, político
- Haïdy Aron (1973-), atleta
- Remy Bonjasky (1976-), boxeador de kickboxing
- Chuckie (1978-), DJ et productor de música house
- Augusta Curiel, fotógrafa
- Edgar Davids (1973-), futbolista
- Henk Fraser (1966-), futbolista
- Jimmy Floyd Hasselbaink (1972-), futbolista
- François Levaillant (1753-1824), ornitólogo
- Jeangu Macrooy, cantante y compositor
- Pim de la Parra, director de cine
- Astrid Roemer (1947-), mujer de letras
- Jairzinho Rozenstruik (1988-), deportista de artes marciales mixtas
- Clarence Seedorf (1976-), futbolista
- Sylvana Simons (1971-), bailarina, presentadora de radio y televisión y política neerlandesa
- Ronald Venetiaan (1936-), presidente de Surinam
- Romana Vrede (1972-), actriz neerlandesa
- Erwin de Vries (1929-2018), pintor y escultor
- Henry Lucien de Vries (1909-1987), hombre de negocios y político
- Aron Winter (1967-), futbolista
- Henri Frans de Ziel (1916-1976), escritor